# 에이닷
A.(에이닷) 은 SK텔레콤에서 2022년 5월에 공개한 AI 에이전트 서비스이다. 한국어 GPT 기반이며 초거대 언어모델(LLM)과 ChatGPT가 하이브리드로 운영되는 대화형 AI 서비스로, 이용자의 질문과 요청에 맞춰 다양한 정보를 제공하고 서비스를 수행한다. 예를 들어, 날씨, 뉴스, 맛집 정보 등을 알려주거나, 일정 관리, 음악 재생, 사진 편집 등을 도와주며 '장기기억' 기술과 '멀티모달' 서비스를 장착해 이용자의 취향과 관심사를 학습하여 개인 맞춤형 서비스를 제공한다. 기존 에이전트와 달리 사용자에게 필요한 맞춤형 정보를 먼저 선톡으로 챙겨주며 유용한 정보를 제공한다 

## 역사
- 2022년 5월 16일 - 안드로이드 베타 서비스 런칭[1]
- 2022년 6월 22일 - iOS 베타 서비스 런칭[2][3]
- 2022년 7월 27일 - TV 및 게임 서비스 업데이트[4]
- 2022년 11월 11일 - AI 사진편집 기능 및 루틴 기능 업데이트[5]
- 2023년 9월 26일 - 오픈베타 종료 및 정식 오픈
- 2025년 6월 30일 -  ‘에이닷(A.)’에 베타 버전으로 탑재된 ‘노트’ 서비스가 출시[6]

## 서비스

### 통화녹음 및 요약
통화요약은 통화 녹음 내용을 분석해 상대방과 대화 내용을 자동으로 정리하는 기능이다. 통화요약은 AI가 녹음된 통화의 핵심을 요약하여 AI가 제목을 추천하고, 통화중 내용을 기반으로 키워드를 추출해 준다. 또한 통화 내용에 일정이나 전화번호가 언급이 되면 별도로 요약을 해주고 캘린더에 입력 할 수 있다.
통화 기록이 T전화와 분리되어 저장되는 불편함이 있으며, 전화 수신이 안 되거나 부재중 전화 기록이 남지 않는 등 핵심 기능을 제대로 수행하지 못하는 심각한 오류가 발생하여 큰 비판을 받고 있다. 에이닷 전화는 기존 LTE음성통화(VoLTE)가 아닌 셀룰러/Wi-Fi를 통한 모바일인터넷음성통화(mVoIP)인데, mVoIP 기술 한계로 전화끊김과 통화누락 현상이 지속해서 발생한다.
- 사용자의 통화 종료 후 통화녹음 자동 분석
- 통화녹음에 대한 STT(Speech-To-Text)
- Task 추천 제공
- 과거 통화에 대한 검색 제공

#### 문제점
통화요약 서비스를 더 이상 사용하지 않을 경우, 기존의 통화 이력, 통화 녹음, 통화 요약 데이터가 강제로 삭제된다.

### 에이닷 노트
에이닷 노트는 음성 녹음만 하면 AI가 실시간으로 받아쓰고 요약해주는 노트 서비스다. 회의, 강의, 상담 등 다양한 상황에서 자동으로 텍스트 기록과 요점 정리를 지원하며, 화자 분리와 회의록, 강의노트등 목적에 맞는 다양한 템플릿 기능도 제공한다. 웹과 앱 모두에서 사용할 수 있고, 캘린더 기반 노트 관리와 복사·공유 기능도 갖추고 있다. 또한, 노트 요약, 정리 중에 AI 검색도 페이지 이탈 없이 사용 가능하여 궁금한 내용을 바로 찾아볼 수 있어 업무와 학습에 효율적으로 활용할 수 있다.
주요 활용 사례(타겟/상황)
회의, 강의, 상담 처럼 기록이 필요한 순간에 ‘굳이 메모 안 해도 되는 환경’을 만들어주는 것이 에이닷 노트의 장점이다
- 직장인: 회의록 자동 작성

에이닷 노트는 음성 기반 자동 기록 및 요약 기능을 통해 회의록 작성 시간을 줄일 수 있다. 말하는 사람의 음성을 실시간으로 구분하고, 자동으로 기록하며, 화자 별로 회의 내용을 정리해 준다. 회의가 끝난 뒤에는 텍스트 형태로 기록된 회의록을 바로 공유하거나 복사할 수 있다. 주간 회의, 클라이언트 미팅, 화상 회의, 다국어 회의 등에서 회의 내용 및 업무 내용을 정리할 때 유용하며, 기획, 마케팅, 개발 등 회의 참여 빈도가 높은 직군에서 주로 활용된다.
- 학생: 강의 및 시험 대비 노트

대학생이나 수험생의 경우, 강의나 특강, 세미나 등에서 실시간 필기가 어려운 상황이 많다. 에이닷 노트를 이용하면 강의를 통째로 녹음한 후 자동으로 텍스트로 변환할 수 있으며, 요약 기능을 통해 핵심 내용을 빠르게 확인할 수 있다. 특히 반복 청취 없이 주요 내용을 정리할 수 있어 시험 전 복습용으로 적합하다. 교수님이 말하는 중요한 내용을 놓치지 않고 에이닷 노트에 남기기 때문에 강의 전체를 이해하고 시험 때 효율적으로 정리하고 공부할 때 주로 활용 된다. 음성녹음 기반으로 기록하기 때문에 중요한 수업 내용을 놓치지 않는 다는 점이 강점이다.
- 상담/사주/컨설팅: 말로 전달되는 정보를 정확히 기록

웨딩홀 상담, 부동산 중개, 사주나 타로 상담 등 말로 이루어지는 정보 전달 상황에서는 실시간 기록이 어렵거나 누락되는 경우가 많다. 에이닷 노트는 해당 상황에서 오간 대화를 자동으로 받아쓰고, 요약까지 제공한다. 이를 통해 상담 내용을 정리하거나 비교·분석할 수 있는 기록물로 활용할 수 있으며, 예비부부, 주택 구매 예정자, 운세 상담 이용자 등이 자주 사용하는 편이다.
- 종교인/신도: 설교, 예배 말씀 기록

교회에서의 설교 말씀이나, 법회에서의 내용을 다시 듣고 싶을 때가 많다. 에이닷 노트는 해당 음성을 텍스트로 변환하고 요약 기능까지 지원하여 말씀 내용을 정리하는 데 도움을 주는 AI 노트 이다.
에이닷 노트는 사주나 타로, 심리 상담, 교육컨설팅 처럼 말로 전달되는 정보가 중요한 상황을 기록하기 위해 사용한다. 위에 사례들처럼 음성 기반을 텍스트로 기록하고 정리하고, 요약이 필요한 사람들 사이에서는 꽤 실용적인 AI 도구로 자리 잡아가고 있다.
에이닷 활용 여담
에이닷 노트 활용 여담
에이닷 노트는 특정 직군이나 연령에 한정되지 않고, 음성 녹음 기반으로 기록이 되기 때문에 필요한 다양한 상황에서 다양하게 활용되고 있다.
사용자층을 중심으로 보면, 연령대에 따라 사용 목적과 주요 키워드가 다르게 나타난다.
- 20대 후반(신입, 사회 초년생) 추정

기획안 회의, 실무 미팅, 개발 회의, 마케팅 관련 회의에서 회의록 자동화 용도로 자주 쓰인다.‘회의록 자동 작성’, ‘말하면 기록 되는 앱’, 회의록’ 요약' 등이 자주 검색된다.
특히 스타트업 처럼 회의가 잦은 업무 환경에서 일을 하는 직장인이게 선호된다. 여담으로 회의록 작성을 담당하는 담당자가 꾸준히 검색하고 있는 키워드는 '회의록 작성 방법' '회의기록 해주는 서비스는' '회의록 자동 완성 AI' 등과 같이 누군가 회의록을 대신 작성해 줬으면 싶은 키워드들이 자주 목격된다.
- 20대 초중반 (대학생, 취준생)

강의 녹음이나 특강 기록에 주로 쓰인다. 필기 대신 녹음을 선택하는 경우가 많고, 텍스트 변환 기능을 통해 복습 효율을 높이려는 수요가 있다. 검색 유입은 ‘강의 녹음 텍스트 변환’, ‘강의 필기 대신 녹음’, ‘시험 요점 정리’ '음성 녹음 기록' 등에서 발생한다. 스터디 모임, 강의 수업, 온라인 인강 복습 용도로도 활용된다.
- 30대 후반~ 40대 (중간 관리자, 팀 리더)

강연/세미나 고객 상담, 클라이언트 미팅 등 회의 외 다양한 커뮤니케이션 상황에서 말한 내용을 빠르게 정리할 수 있어 효율적이며, ‘상담 내용 기록’, ‘고객 미팅 요약’, '세미나 내용 기록' ‘말로 한 내용 자동 정리’ 등의 키워드 유입이 꾸준하다.
- 50대 이상 (부모 세대, 종교 활동층)

설교 말씀 기록, 병원 진료 내용 정리, 부동산 상담 내용 기록 등의 실생활 기반 활용이 많다. ‘설교 녹음 정리’, ‘예배 말씀 기록’, ‘병원 진료 녹음' 등으로 검색하며, 특히 부모님을 위해 에이닷 노트를 설치를 도와주는 MZ 세대 자녀들의 설치 사례도 있다.
회의나 강의처럼 정보가 중요한 상황에서 ‘음성 내용 기록하기’, ‘음성 자동 텍스트화’와 같은 키워드를 중심으로 실사용 사례가 다양하게 확인되고 있다.

### 멀티 LLM 에이전트
글로벌 첨단 LLM을 한 데 모은 멀티 LLM 에이전트를 통해 Perplexity, ChatGPT, Claude, A.X 등 총 7종의 글로벌 LLM을 에이닷 한 곳에서 별도의 설치 없이 바로 사용할 수 있다.
에이닷에서 지원하는 LLM 모델은 퍼플렉시티, A.X, 챗GPT 3.5 터보, 챗GPT 4o, 클로드 하이쿠, 클로드 오퍼스, 클로드 소네트 등이다.
사용자는 이용 목적에 따라 엔진을 선택해 답변을 받을 수 있고, 같은 질문에 대해 다른 모델로부터 답을 받아 비교할 수도 있다. 장점이 다른 각각의 LLM을 중복해 결제하거나 여러 서비스를 오가는 번거로움이 있었는데, 에이닷에서 한 번에 이용할 수 있게 된 것이다. 현재는 매일 새롭게 충전되는 포인트를 통해 한시적으로 무료로 제공한다.
특히 에이닷을 통해 처음 선보이는 퍼플렉시티의 경우 한국어 특화 AI 검색을 개발하고 있어, 보다 고도화된 AI 검색 서비스를 제공할 수 있을 것으로 기대된다.
각 멀티 LLM 별 특징 
- A.X: SKT에서 자체 개발한 AI로, 한국어에 특히 강한 성능을 자랑
- GPT: 3.5 모델과 4o 모델을 제공하며, 고급 모델일수록 속도는 느리지만 더 높은 성능을 보여주며 복잡한 질문일수록 고성능 모델이 유리
- Claude: 세 가지 모델을 제공하는데, 경량화된 Haiku 모델, 중간 성능의 Sonnet 모델, 고성능의 Opus 모델이 있습니다. 간단한 질문은 경량화 모델로도 충분한 답변을 받을 수 있으니, 질문의 난이도에 따라 적절한 모델을 선택가능 
- Perplexity: 질문에서 키워드를 추출해 실시간으로 인터넷을 검색한 후, 검색 결과를 학습하여 답변을 제공. 또한, Perplexity는 출처 정보와 이미지를 함께 보여주기 때문에 과제나 발표 자료를 만들 때 매우 유용
위치 기반 정보 탐색
에이닷 에이전트는 사용자의 위치 정보를 기반으로 주변 정보를 빠르게 탐색할 수 있다. 현재 위치를 기준으로 실시간 날씨 · 미세먼지 농도 · 기온/강수 예보 · 대중교통 혼잡도 등을 바로 확인 가능하며 ‘내 위치 기준으로 가장 가까운 편의점’, ‘이 근처에 조용한 카페 있어?’ 같은 자연어 질문도 에이닷에서 처리된다.
서울과 수도권 내에서는 지하철 운행 정보, 환승 구간, 실시간 도착 시간 등도 안내되며,‘강남역 지금 얼마나 혼잡해?’ ‘이 근처 마라탕집 추천해줘’처럼 개인 상황에 따른 질문에 강하다.
생활형 대화 기능
에이닷 에이전트는 날씨, 교통, 환율, 뉴스 등 단편적인 정보 검색을 넘어 생활 속 다양한 질문에 자연스럽게 응답할 수 있는 일상 밀착형 대화 기능을 갖추고 있다.
예를 들어, 사용자가 아침에 “오늘 뭐 입지?”라고 물으면 현재 기온과 날씨에 맞춰 옷차림을 추천하고, 점심 무렵에는 “근처에 뭐 먹을까?”처럼 위치 기반 식사 메뉴 추천도 가능하다.
특히 자주 반복되는 질문(“오늘 날씨 어때?”, “지하철 몇 분 남았어?”)은 사용자의 대화 패턴을 학습해 기억하고 다음 날에도 알아서 먼저 챙겨주는 식의 ‘루틴형 대화 흐름’도 형성된다.
2030 세대를 중심으로는 실제로 에이닷을 열어 “오늘 날씨”, “출근길 지하철 혼잡도” "오늘 룩 추천" 등을 물어보는 사례도 적지 않다. 또한 내 마음을 알고, 고민 상담이나, 사주 나 꿈을 해몽하거나, 내 눈높이에 맞춰 대화가 가능하다. 이처럼 에이닷은 일상 대화 흐름에 자연스럽게 녹여낸 생활밀착형 에이전트로 자리 잡고 있다.
AI 개인비서로서의 타겟 활용 사례
에이닷 에이전트는 단순한 정보 응답을 넘어, 질문했던 내용들을 기억할 뿐만 아니라 사용자의 루틴을 기억하고 일정을 알아서 챙겨주는 ‘개인화 AI 비서’로서의 역할이 강화되고 있다.사용자에 따라 아래와 같은 활용 흐름이 나타난다.
직장인 활용 상황: 출근 전 교통·혼잡도 확인, 일정 브리핑, 점심 메뉴 추천, 회의 리마인드
7시 30분에 기상 → 에이닷이 먼저 날씨·혼잡도·우산 여부 알려줌 9시 회의 예정 → 8시 45분에 회의실 관련 자동 리마인드 점심 전 ‘오늘은 뭐 먹지? → 위치 기반 식당 추천
대학생 활용 상황: 수업 일정 리마인드, 날씨 기반 옷차림 추천, 근처 편의시설 안내, 시험 일정 알림/면접 안내
1교시 수업 있음 → 아침에 오늘 9시 수업 있어요’라고 일정 알림 근처 편의점 추천해 줘 → 현재 위치 기반으로 가까운 매장 안내 비 온다는데 뭐 입지? → 날씨 반영한 복장 추천
중장년층·부모 세대 활용 상황: 병원 예약 알림, 우산 등 날씨 리마인드
오늘 병원 예약 있음 → 오전 9시에 내과 예약 있습니다. 알림 및 우산 챙기세요! 오전에 비 소식 있어요 → 날씨 자동 안내 챗 도착
주요 기능 및 추천 대상
에이닷 에이전트는 대화형 AI로, 단순히 질문에 응답하는 수준을 넘어서 사용자의 정보를 능동적으로 파악해 AI 비서 역할을 수행한다.
가장 많이 활용되는 기능은 일정 리마인드와 정보 검색이다. 바쁜 직장인은 회의 일정, 출근 전 교통 상황, 오늘의 할 일 등을 한눈에 확인할 수 있으며, 학생은 수업 시간이나 시험 일정을 미리 챗으로 안내받아 놓치지 않고 준비할 수 있다.
일상에서도 자주 묻는 생활형 질문들에 자연스럽게 대응한다. 예를 들어 “오늘 뭐 먹지?”, “비 오려나?”, “지하철 언제 와?” 같은 질문에 대화하듯 답하며, 반복적인 패턴은 기억해 먼저 챙겨주기도 한다.
직장인에게는 업무 관련 일정을 자동 리마인드해주는 개인 비서처럼 작동하며, 학생에게는 공부 루틴을 유지할 수 있도록 시험 일정이나 수업 스케줄을 먼저 알려준다. 그 외에도 일상 속에서 가볍게 AI를 활용해보고 싶은 사용자라면 누구에게나 부담 없이 쓸 수 있는 AI 앱으로 자리잡고 있다. 에이닷은 최대 5대의 기기에서 사용이 가능하다.

### 그 밖의 기능
프렌즈, 캐릭터, 음악 (FLO 연동), 포토, AI 모션 프로필, 게임, 튜터

### 그 밖의 잡다한 기능들
- 팟캐스트, 라디오, 뉴스, 날씨, 증권, 알람, 프로야구, 지식백과, 어학사전, 운세

## 같이 보기
- 아마존 알렉사
- 마이크로소프트 코타나
- 애플 시리
- 삼성 S 보이스
- 윈도우 음성 인식
- 빅스비 (가상 비서)